# 郭扎错
郭扎错（藏語：ཀོ་བཀྲ་མཚོ，威利转写：ko bkra mtsho，THL：Kotra Tso），又名里田错、明亮湖，位于西藏阿里地区日土县，北纬34度58分~35度05分、东经80度55分~81度15分，羌塘高原最北端，西昆仑山山间盆地。
郭扎错形状似一面腰鼓，东西长30.4公里，南北最大宽11.6公里，平均宽8.31公里，面积252.6平方公里，最大水深81.9米。湖面海拔达5080米，周围则是海拔5600-5900米的山地和冰川雪山，山体兀立，湖岸比较陡峭。
郭扎错主要依赖冰雪融水补给，集水区域内有现代冰川60多条，冰雪覆盖面积544.34平方公里，水源丰富。湖水北淡南咸。